# Fränkischer Bund
Der Fränkische Bund e. V. ist eine 1990 gegründete Organisation, die sich für die Region Franken engagiert. Der Verein setzt sich laut aktueller Satzung für die Stärkung des gesamtfränkischen Bewusstseins in einer EU-Region Franken ein, welche die fränkischen Gebiete in Bayern, Baden-Württemberg und Thüringen umfasst.
Der Verein tritt überwiegend in Bayern in Erscheinung, will aber auch fränkische Anliegen in den entsprechenden Regionen Baden-Württembergs und Thüringens vertreten. Er versteht sich als parteipolitisch ungebunden. Seit 2013 arbeitete der Fränkische Bund eng mit dem inhaltlich in etwa vergleichbaren Verein Henneberg-Itzgrund-Franken e. V. im Freistaat Thüringen zusammen. Dieser Verein hat am 26. Oktober 2019 seine Auflösung beschlossen und seinen Mitgliedern empfohlen, den Regionalgruppen Werra-Henneberg und Itzgrund-Henneberg des Fränkischen Bundes beizutreten. Der Fränkische Bund hat eine Geschäftsstelle Thüringen in Frankenblick, Lkr. Sonneberg eröffnet.
Der Fränkische Bund wird in der öffentlichen Wahrnehmung bisweilen mit dem Frankenbund verwechselt, einer wissenschaftlichen Vereinigung zur Erforschung und Vermittlung fränkischer Geschichte und Kultur.

## Geschichte, Organisation
Der Verein wurde zunächst als Fränkische Landsmannschaft gegründet. Da führende Mitglieder zum politischen Umfeld der Republikaner gehörten (Waldemar Hirschfeldt, Michael Haller und der neuerdings im Umfeld des Deutschen Kollegs aktive Uwe Meenen), wurden diese und andere Mitglieder aus dem Verein ausgeschlossen.
1991 wurde der Name in Fränkischer Bund geändert. Parteipolitisch unabhängige Mitglieder übernahmen die Führungsämter. Neuer Vorsitzender wurde Peter Purrucker. Von 1999 bis 2015 hatte der Bund fünf gleichberechtigte Vorstandsmitglieder. Von 2011 bis 2013 und von 2015 bis 2016 gehörte dem Vorstand auch der ehemalige SPD-Landtagsabgeordnete Wolfgang Hoderlein an.
Die Zugehörigkeit zu verfassungsfeindlichen Parteien, Vereinen oder Organisationen führt inzwischen zum sofortigen Ausschluss aus dem Bund. Der Fränkische Bund ist zudem Mitglied in der Allianz gegen Rechtsextremismus in der Metropolregion Nürnberg.

## Aktivitäten

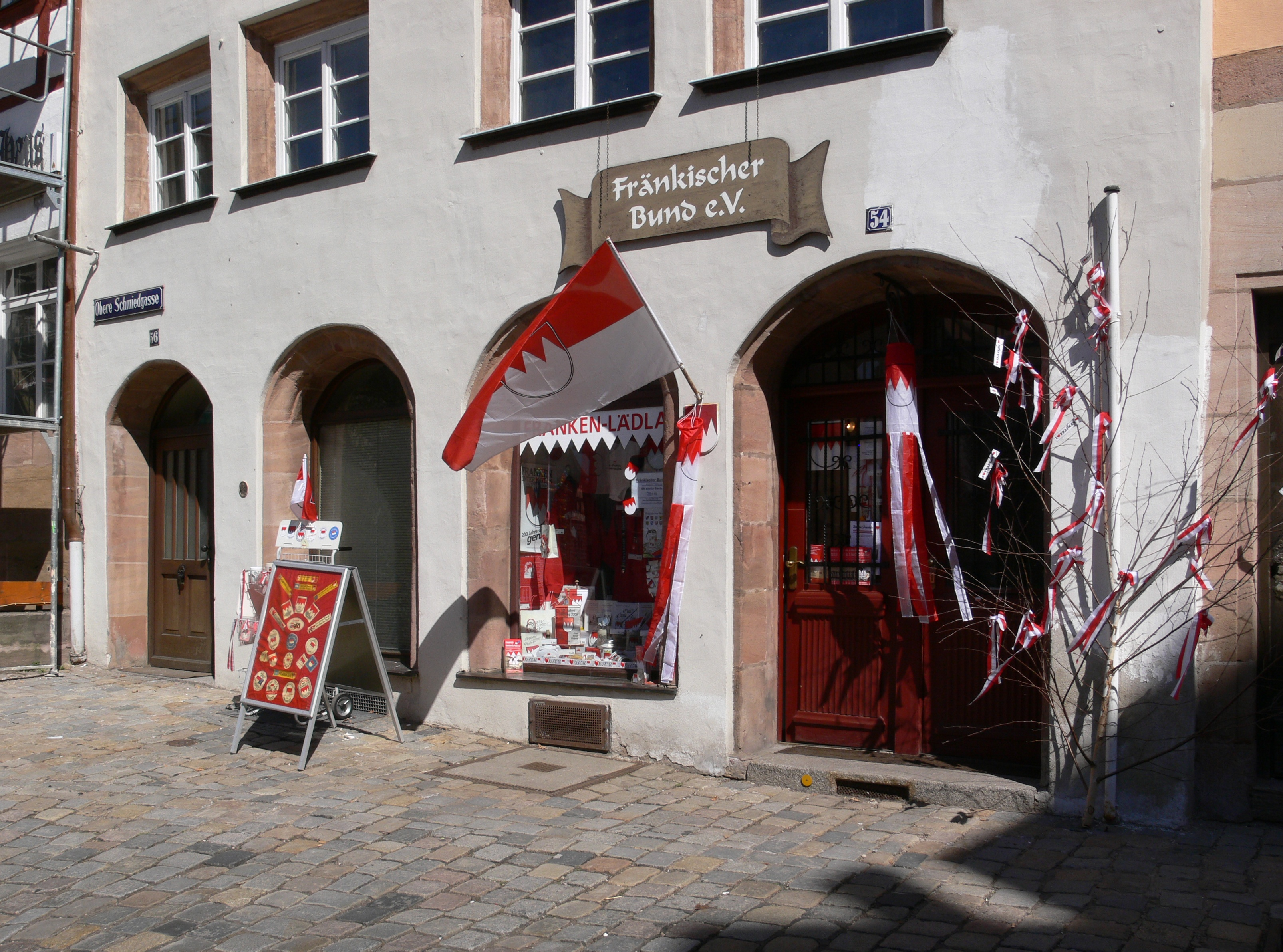
Damaliges „Franken-Lädla“ des Fränkischen Bunds in der Nürnberger Altstadt

### Volksbegehren zur Neugliederung des Bundesgebietes
Anfang der 1990er-Jahre führte der Fränkische Bund eine Unterschriftensammlung durch, um ein Volksbegehren zur Neugliederung des Bundesgebietes gemäß Art. 29 GG herbeizuführen. Vorgeschlagen wurde die Bildung eines Bundeslandes Franken aus Teilen Bayerns, Thüringens und Baden-Württembergs. Vom Verein wurden 8016 Unterschriften gesammelt, von welchen durch das Bundesinnenministerium 7184 als gültig anerkannt wurden. Der Verein hatte damit die für die Einleitung des Verfahrens erforderlichen Unterschriften gesammelt. Das Bundesinnenministerium lehnte den Antrag auf Abstimmung jedoch ab. Eine Beschwerde des Vereins vor dem Bundesverfassungsgericht hatte keinen Erfolg. Begründet wurde die Entscheidung damit, dass die von Art. 29 GG geforderte „Abgegrenztheit“ des „Neugliederungsraums“ zum Umland nicht vorliege. So würden Pendler in erheblichem Umfang von der Region „Bayerischer Untermain“ nach Hessen (in den Ballungsraum Frankfurt Rhein-Main) auspendeln. Auch ein Gang zum Europäischen Gerichtshof für Menschenrechte in Straßburg blieb 1999 erfolglos. Im Jahr 2012 änderte der Fränkische Bund diesbezüglich seine Satzung. Ein Bundesland Franken soll demnach nur noch dann entstehen, wenn es zu einer allgemeinen Neugliederung des Bundesgebietes oder ähnlichem kommt.

### Petition zur Rückführung von Kulturgütern nach Franken
1998 reichte der Fränkische Bund eine Petition zur „Rückführung von Kulturgütern an die fränkischen Herkunftsorte“ beim Bayerischen Landtag ein, der allerdings gleichfalls kein Erfolg beschieden war. Dabei hat sich die Bayerische Staatsregierung u. a. auf den Wittelsbacher Ausgleichsfonds berufen, der in Form eines Gesetzes 1923 durch den Bayerischen Landtag als Stiftung öffentlichen Rechts eingesetzt wurde und die vermögensrechtliche Auseinandersetzung mit dem ehemaligen Königshaus und die Verwaltung seiner Kulturgüter und Sammlungen regelt, soweit diese nicht als genuines Eigentum des Hauses Bayern gelten. Der Fränkische Bund bestritt die Rechtmäßigkeit der Eigentumsrechte des Wittelsbacher Ausgleichsfonds und führte an: „Öffentlich-rechtliche Stiftungen können zudem, durch Gesetz oder Rechtsverordnung, wieder aufgehoben oder geändert werden, selbst ein Gesetz, das die ungeschmälerte Erhaltung des Stiftungsvermögens sichert, das aber zum Teil der Stiftung nicht zusteht, sondern als Raubgut anzusehen ist und den ursprünglichen Besitzern zurückgegeben werden muss“.

### Frankentag und Tag der Franken
Der Verein veranstaltete ab 1999 alljährlich einen Frankentag und ordnete diesen nach eigener Aussage in die Tradition der Revolution von 1848/1849 ein (zur Kritik siehe unten). Nachdem der Bayerische Landtag nach mehreren Versuchen des Fränkischen Bundes und weiterer Fürsprecher 2005 einen offiziellen Tag der Franken beschlossen hatte, fand die ursprüngliche Veranstaltung im Jahre 2006 nicht mehr statt.

### Wir in Franken
Wir in Franken ist die Vereinszeitschrift des Fränkischen Bundes, die auch an Nichtmitglieder verteilt wird.

### Frankenmedaille

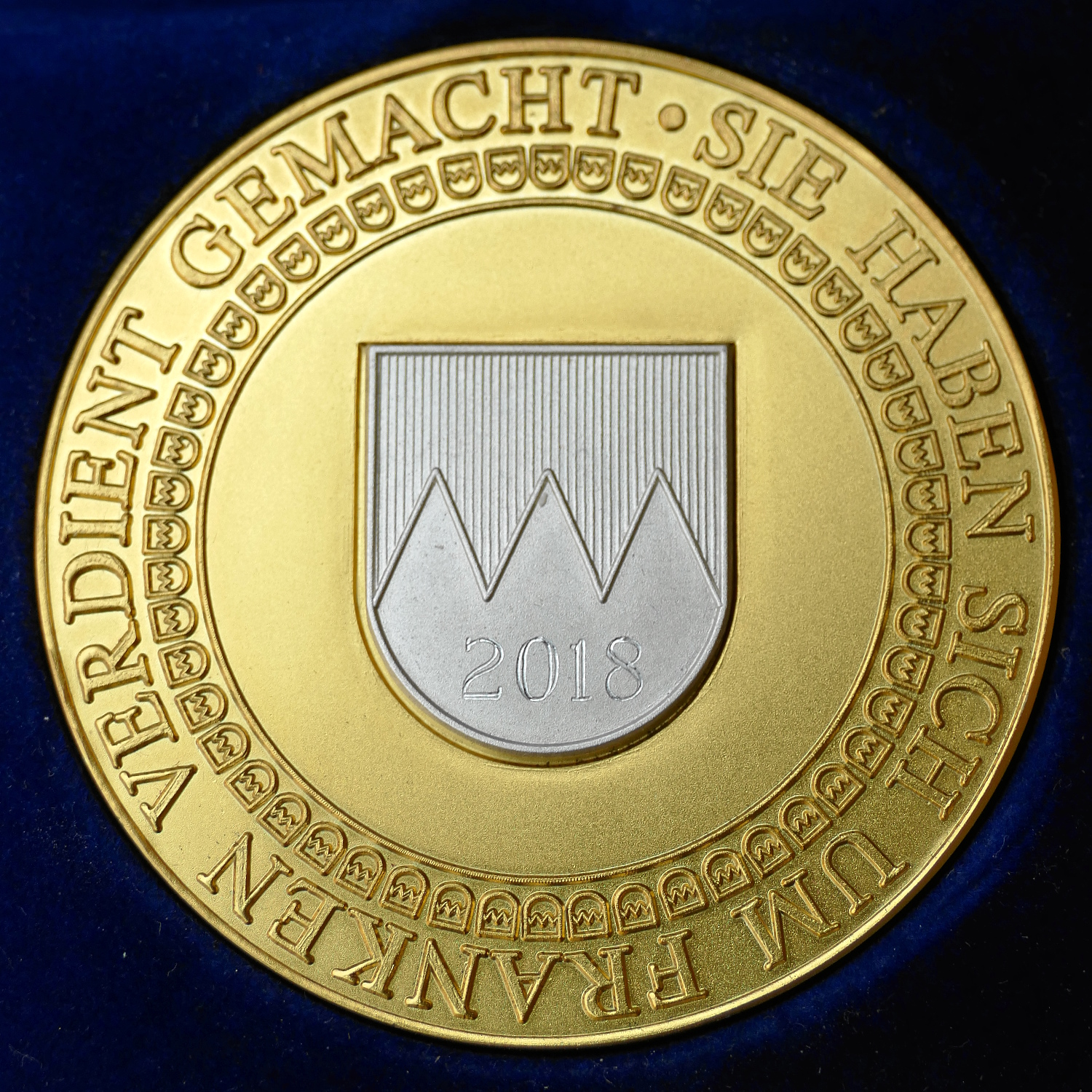
Frankenmedaille. Auszeichnung, die vom Fränkischen Bund verliehen wird

Seit 2008 verleiht der Fränkische Bund die Frankenmedaille an Personen, die sich in unterschiedlichen Bereichen für Franken verdient gemacht haben. 2015 wurde diese mit der Würdigung der Sonneberger Landrätin Christine Zitzmann (parteilos) erstmals an eine Fränkin außerhalb des Freistaats Bayern verliehen.
Dies bisherigen Preisträger waren:
- 2008: Wolfgang Hoderlein, ehemaliger Landtagsabgeordneter und Landesvorsitzender der SPD in Bayern. „Wolfgang Hoderlein hat sich über die Parteigrenzen hinweg für die Belange Frankens nachhaltig eingesetzt.“
- 2009: Christine Stahl, damals Landtagsabgeordnete für Bündnis 90/Die Grünen in Bayern und Vizepräsidentin des Bayerischen Landtages. „Die leidenschaftliche Fränkin hat die notwendigen Weichenstellungen für eine gesunde regionale Entwicklung klar erkannt und analysiert.“
- 2010: Herbert Bauer, Gründer der Regionalinitiative „Echt-Franken“, die in einem Design mit dem rot-weißen Frankenrechen regionale fränkische Milchprodukte vermarktet.
- 2011: Wolfgang Heyder, Manager der Brose Baskets Bamberg. „Er hat es mit der erfolgreichen Basketballmannschaft geschafft, der Region Franken deutschlandweit einen hohen Bekanntheitsgrad zu verschaffen.“
- 2014: Bernhard Schlereth, Präsident des Fastnacht-Verband Franken.
- 2015: Christine Zitzmann, ehemalige Landrätin (bis 2018) des Landkreises Sonneberg im Freistaat Thüringen. „Sie steht dafür, dass Franken nicht an den Grenzen des Freistaates Bayern endet. Sie hat die historisch-kulturelle Prägung des Landkreises Sonneberg als fränkische Region erkannt und immer öffentlich bejaht.“
- 2018: Helmut Haberkamm, fränkischer Schriftsteller, Initiator des fränkischen Mundartfestivals „Edzerdla“.
- 2019: Bodo Ramelow, Frank Rebhan und Heiko Voigt für ihren Einsatz beim länderübergreifenden Tag der Franken in Sonneberg und Neustadt bei Coburg.
- 2022: Kilian Moritz für seinen Einsatz für die fränkische Volksmusik in den Medien, insbesondere beim Bayerischen Rundfunk.

### Kulturregion Franken
Aus der Zusammenarbeit mit dem Verein Henneberg-Itzgrund Franken sind seit 2015 Aktivitäten zum Thema bzw. Projekt „Kulturregion Franken“ entstanden. Hier bemüht sich der Fränkische Bund u. a. seit 2019 um die Verbreitung eines Logos. Ein weiteres Projekt ist eine Webseite zur Kirchweih in Franken. Zum ersten länderübergreifenden Tag der Franken 2019 richtete der Verein ein 1. Gesamtfränkisches Kirchweihtreffen aus. Der Fränkische Bund hat es sich mit diesen Projekten zur Aufgabe gemacht, das Bewusstsein für die länderübergreifende Region Franken zu stärken und sich zukünftig als vernetzender Dienstleister für die Kulturschaffenden der Region anzubieten.

## Positionen
Der Verein begründet seine Forderung nach fränkischer Autonomie unter anderem mit einer auf Arbeiten von Leopold Kohr fußende These, dass es sich beim Bundesland Bayern (mit mehr Einwohnern als das föderal gegliederte Österreich) um ein zu großes zentralistisches Bundesland jenseits der „optimalen Größe“ handle. Er wünscht somit ein Bundesland Franken.

## Kritik und Kontroversen
Die Aktivitäten des Fränkischen Bundes sind in der Region wie in Bayern nicht unumstritten. Kritiker bemängeln in den Veröffentlichungen des Fränkischen Bundes einen Hang zur schlagwortartigen Simplifizierung komplexer Sachverhalte und eine teilweise pseudo-historische Argumentationsweise. Auch die Berufung auf Leopold Kohr wird bisweilen kritisiert.
In die Kritik kam der Verein auch durch einen auf seiner Homepage veröffentlichten Artikel, in dem der bayerischen Staatsregierung vorgeworfen wurde, durch Betonung der Rolle Nürnbergs im Dritten Reich bewusst Imageschädigung zu betreiben, während vergleichbare Erinnerungsarbeit in München aus Imagegründen nicht unternommen würde. In diesem Zusammenhang bestritt der Verein auch das Faktum des höheren Zuspruchs für die NSDAP in den evangelischen Regionen Frankens.
In einem Sammelband zur Geschichte Frankens führt Hartmut Heller vom Frankenbund aus, dass der Begriff Frankentag an die gleichnamigen Veranstaltungen Julius Streichers in der NS-Zeit auf dem Hesselberg erinnere, wogegen eine Tradition älterer Frankentage mit Ausnahme des Frankentags 1849 zu Nürnberg im Ausklang der Revolution von 1848/1849 nicht bestünde. Bei diesem habe es sich nicht um eine Kundgebung mit fränkisch-regionalem oder gar separatistischen Bezug gehandelt, sondern um eine Demonstration für die Anerkennung der gesamtdeutschen Paulskirchenverfassung durch das Königreich Bayern.
Der Erlanger Historiker Werner K. Blessing stellte in Form einer Forschungshypothese generell die historischen Bezüge des Frankentages und ein „historisch gewachsenes Franken“ als territorialstaatliche Bezugsgröße vor 1806 – wie vom Fränkischen Bund postuliert – in Frage. Der Fränkische Bund bemängelt dazu, dass von (ober-)bayerischer bzw. altbaierischer Seite die Bedeutung bzw. die Existenz einer gemeinsamen fränkischen Identität bewusst und vorsätzlich mit sehr fragwürdigen Einzelbeispielen heruntergespielt wird bzw. versucht wird, diese zu negieren.
Der Fränkische Bund selbst beklagt negative Berichterstattung durch einen Nürnberger Journalisten, dem der Verein Anpassertum vorwirft, und sprach sich öffentlich gegen dessen Auszeichnung mit dem Frankenwürfel aus.

## Anerkennung
Das Wirken des Vereins wurde anlässlich dessen 15-jährigen Bestehens in Grußworten von Mitgliedern aller im bayerischen Landtag vertretenen Parteien und durch den Altoberbürgermeister von Nürnberg, Peter Schönlein, gewürdigt.